# Sharan (Stadt)
Scharan (Dari شرن) oder Scharana (paschtunisch ښرنه) ist die Hauptstadt der Provinz Paktika im Südosten Afghanistans.
Der Ort liegt im Norden der Provinz. Unter dem Einfluss des lokalen Steppenklimas weist Scharana nach der Köppen-Klimaklassifikation ein kaltes, halbtrockenes Klima (BSk) auf.
Die Bevölkerung wurde im Jahr 2015 anhand der Wohneinheiten auf Satellitenbildern auf etwa 50.000 Einwohner geschätzt. Der Ort liegt im Kernland der Sulemankhel, welche Teil des Stammesverbundes Ghilzai des Volkes der Paschtunen sind.
Am 24. Mai 2021 kam es nach dem Rückzug der US-amerikanischen Streitkräfte aus Afghanistan zu Kämpfen zwischen Regierungstruppen und Taliban. Am 14. August 2021 wurde Scharan von Taliban-Kämpfern eingenommen und war damit die 20. Provinzhauptstadt, die im Rahmen der Taliban-Offensive 2021 von den Taliban erobert wurde.